# Válber Costa
Válber Costa (sinh ngày 6 tháng 12 năm 1971) là một cầu thủ bóng đá người Brasil.

## Sự nghiệp câu lạc bộ
Válber Costa đã từng chơi cho Yokohama Flügels và Yokohama F. Marinos.

## Thống kê câu lạc bộ

### J.League
| Đội                 | Năm       | J.League | J.League | J.League Cup | J.League Cup | Tổng cộng | Tổng cộng |
| Đội                 | Năm       | Trận     | Bàn      | Trận         | Bàn          | Trận      | Bàn       |
| ------------------- | --------- | -------- | -------- | ------------ | ------------ | --------- | --------- |
| Yokohama Flügels    | 1994      | 32       | 11       | 1            | 0            | 33        | 11        |
| Yokohama Flügels    | 1997      | 31       | 20       | 10           | 5            | 41        | 25        |
| Yokohama F. Marinos | 1999      | 17       | 4        | 4            | 1            | 21        | 5         |
| Tổng cộng           | Tổng cộng | 80       | 35       | 15           | 6            | 95        | 41        |